# Popillia angeli
Popillia angeli är en skalbaggsart som beskrevs av Limbourg 2007. Popillia angeli ingår i släktet Popillia och familjen Rutelidae. Inga underarter finns listade i Catalogue of Life.